# Luís Rodolfo Miranda
Luís Rodolfo Miranda (São Paulo, 1º de dezembro de 1882 – São Paulo, 28 de junho de 1954) foi um advogado e político brasileiro que foi senador por São Paulo.

## Dados biográficos
Após estudar em diferentes instituições como o King's College de Londres retornou ao Brasil formando-se em Direito pela Universidade de São Paulo trabalhando como advogado. Chefe de polícia da cidade do Rio de Janeiro (então Distrito Federal) retornou ao estado de São Paulo sendo eleito vereador em Avaré e deputado estadual pelo Partido Republicano Paulista até a Revolução de 1930 cassar seu mandato. Durante o Estado Novo presidiu o Conselho Superior das Caixas Econômicas Federais.
Em 1947 estava filiado ao PSD e foi eleito suplente do senador Roberto Simonsen sendo efetivado em 3 de junho de 1948, dias após a morte do titular. Candidato a deputado federal pelo PSP em 1950 ficou numa suplência não chegando a ser convocado. Seu último cargo público foi o de presidente do Banco do Estado de São Paulo (BANESPA) no governo Lucas Nogueira Garcez.
Ele residiu durante muitos anos, na sua chácara; que é o local onde encontra-se hoje, a atual Praça Rotary na Vila Buarque.